# Charles Dupin

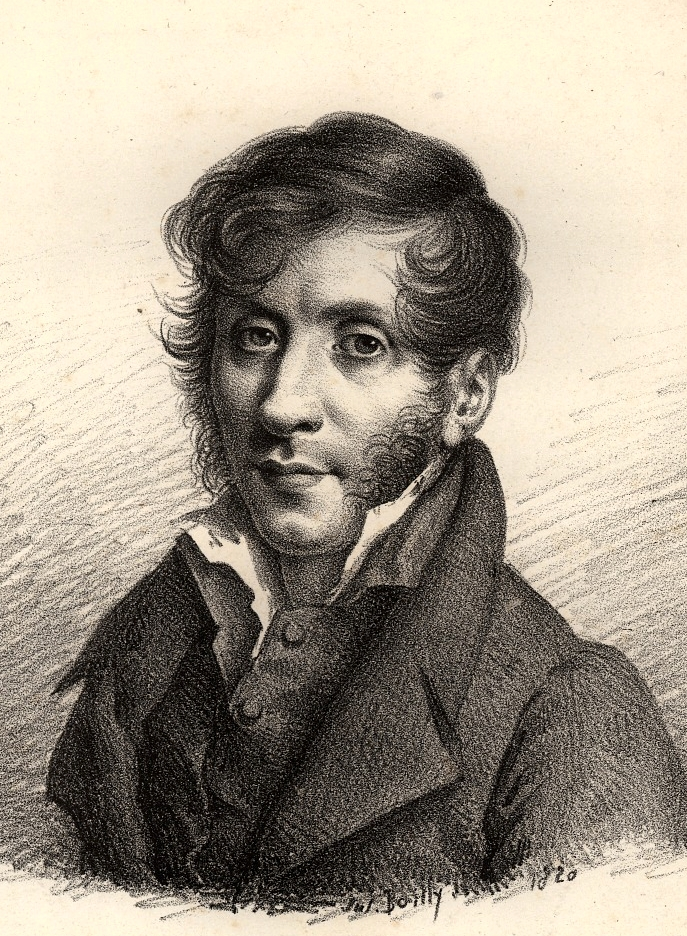
Charles Dupin

Pierre Charles François Dupin (n. 6 octombrie 1784 la Varzy - d. 18 ianuarie 1873 la Paris) a fost un matematician și inginer francez și care a deținut diverse funcții administrative.

## Biografie

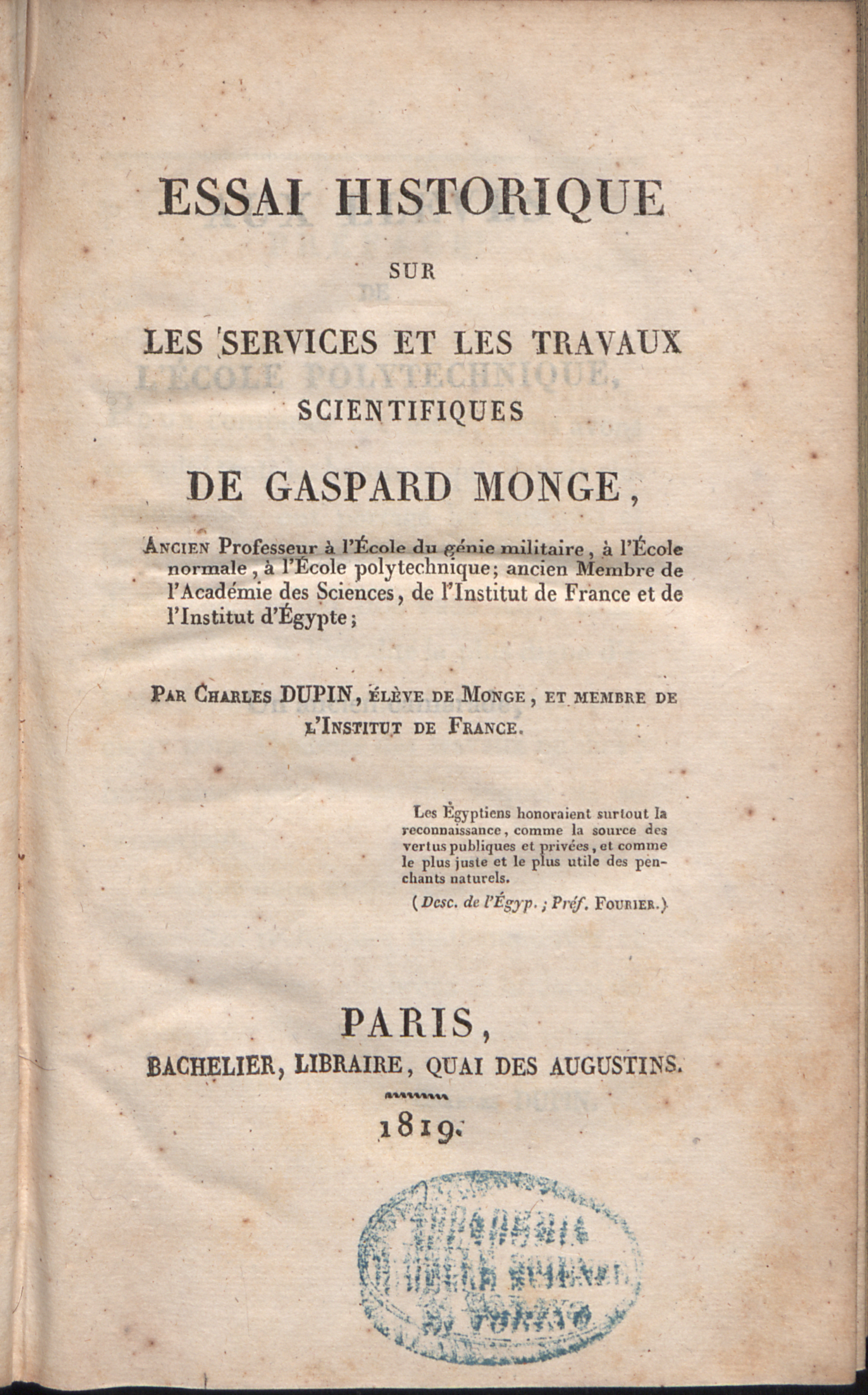
Essai historique sur les services et les travaux scientifiques de Gaspard Monge, 1819

A studiat la École Polytechnique, unde l-a avut ca profesor pe Gaspard Monge și în 1803 a devenit inginer naval, calitate în care s-a ocupat cu organizarea marinei (a marii flotile de la Canalul Mânecii) și de crearea Arsenalului Maritim de la Anvers.
Prin acest demers, a ridicat prestigiul flotei franceze.
A acumulat o experiență bogată în teoria construcțiilor navelor și a fost apreciat în acea epocă.
Mai târziu a deținut și funcția de raportor al bugetului marinei.
După o călătorie în Olanda, s-a stabilit la Toulon.
Numit secretar al Academiei Insulelor Ioniene, a funcționat ca profesor de mecanică și fizică.
A înființat Muzeul Maritim de la Toulon.
De asemenea, în 1824 a înființat Conservatoire des Arts et Métiers de l'enseignement de la Mécanique et de la Chimie appliquées aux arts.
În 1832, numit fiind în Consiliul de Stat, promovează introducerea mașinilor cu aburi în tehnica militară.
În economie a aplicat metodele statistice și a încurajat protecționismul, motiv pentru care Camera Deputaților l-a considerat un mare economist.
Mai mult, doctrina sa economico-financiară a fost preluată de socialiștii revoluționari.
Dupin a luat apărarea lui Lazare Carnot când acesta a fost trimis în exil ca urmare a pariticipării la Revoluția franceză.
A fost un patriot militant.
Astfel, în 1848 a redactat un memoriu de protest împotriva doctrinelor subversive care amenințau industria Franței.
A fost președinte pe lângă Expoziția Universală din Londra din 1851.
În 1822 a devenit membru străin la Academia Regală de Științe a Suediei.

## Activitate științifică
Încă din 1802, pe când era elev, a soluționat complet o problemă dificilă din domeniul geometriei descriptive.
La 16 ani a obținut ecuația unei suprafețe, numită ulterior cicloida lui Dupin.
Dupin este primul care s-a ocupat cu teoria rețelelor și a proprietăților proiective ale suprafețelor și congruențelor definitivând geometria diferențială a suprafețelor și a introdus reprezentarea parametrică.
A definit liniile asimptotice, pe care le-a utilizat la construcția șoselelor, la studiul stabilității navelor și în optică.
S-a mai ocupat și de teoria invarianților, care ulterior a fost reluată de Dan Barbilian în 1939.

## Scrieri
- 1813: Développements de géométrie;
- 1815: Du jugement de m. Lieutenant général Carnot, în care a susținut injustețea actului de exilare a lui Carnot;
- 1820: Force militaire, în care a arătat situația organizării forțelor militare ale Angliei, în raport cu instituțiile administrative și politice;
- 1822: Applications de géométrie et de mécanique
- La géométrie appliquée aux arts;
- 1825: Applications de géométrie.